# La Couleur du crime
Pour les articles homonymes, voir La Couleur du crime (homonymie).
Pour plus de détails, voir Fiche technique et Distribution.
La Couleur du crime (Freedomland) est un film américain réalisé par Joe Roth et sorti en 2006. Le film est adapté du roman Freedomland (en) écrit par Richard Price. Dans le film, Freedomland est le nom d'un ancien orphelinat où des enfants ont été maltraités.

## Synopsis
À Dempsy dans le New Jersey, Brenda Martin (Julianne Moore) arrive blessée et désorientée à l'hôpital. Cette femme blanche dit avoir été agressée par un homme afro-américain qui lui a ensuite volé sa voiture. Les recherches s'organisent rapidement et la police se mobilise car Brenda révèle après quelques minutes que son fils, Cody, âgé de 4 ans, était endormi dans le véhicule. L'agression ayant eu lieu sur sa juridiction, le lieutenant Lorenzo Council (Samuel L. Jackson) prend l'affaire en main. Toutefois, Danny Martin, le frère de Brenda est lui aussi lieutenant de police dans un autre district. Sur l'initiative de son supérieur et en dépit de l'action conduite par Lorenzo, le quartier Armstrong, majoritairement noir, est bouclé et les habitants sont molestés. Très vite, les tensions raciales s'exacerbent, rendant inévitable une confrontation entre la population et les forces de l'ordre. En parallèle, l'enquête se poursuit et de nombreuses incohérences sont mises au jour, laissant entrevoir une réalité plus complexe que celle initialement perçue.

## Fiche technique
- Réalisation : Joe Roth
- Scénario : Richard Price, d'après son roman
- Musique : James Newton Howard
- Photographie : Amastas Michos
- Décors : David Wasco
- Costumes : Margery Simkin
- Producteur : Scott Rudin
- Sociétés de production : Revolution Studios et Scott Rudin Productions
- Société de distribution : Columbia Pictures
- Pays de production :  États-Unis
- Langue originale : anglais
- Genre : policier, drame, thriller
- Durée : 110 min
- Dates de sortie :
  -  États-Unis : 17 février 2006
  -  France : 24 octobre 2006 en DVD

## Distribution

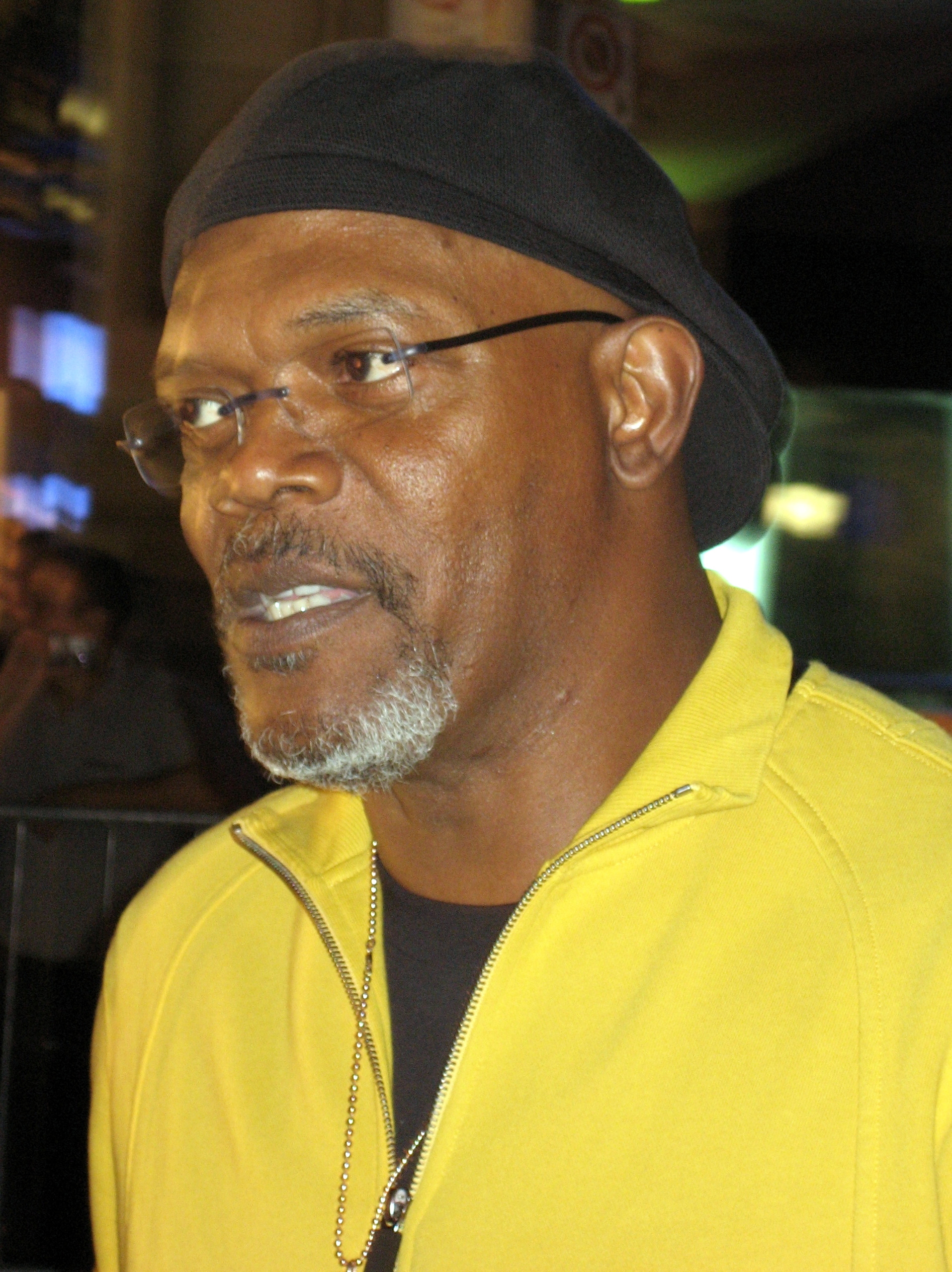
L'acteur principal Samuel L. Jackson, l'année de sortie du film.

- Samuel L. Jackson (VF : Thierry Desroses) : Lorenzo Council
- Julianne Moore (VF : Ivana Coppola) : Brenda Martin
- Edie Falco (VF : Dominique Dumont) : Karen Collucci
- Ron Eldard (VF : Damien Boisseau) : Danny Martin
- William Forsythe (VF : Michel Vigné) : Boyle
- Anthony Mackie (VF : Lucien Jean-Baptiste) : Billy Williams
- Aunjanue Ellis
- Aasif Mandvi
- Liza Colón-Zayas
- Catrina Ganey

## Bande originale
Composée par James Newton Howard, cette bande originale fait la part belle au piano tout en jouant des nuances.
1. Main Title (3:43)
2. The Lie (2:58)
3. Brenda’s Apartment (2:27)
4. Unrest (4:26)
5. Did They Arrest Anyone? (2:17)
6. Rafik Is Arrested (2:08)
7. Freedomland (6:01)
8. Inside Freedomland (3:02)
9. You’re In The Wrong Park (4:01)
10. Burning (4:26)
11. Riot (4:25)
12. I’ll Come See You (2:21)
13. Little Angel (2:48)